# 永宁杜鹃
永宁杜鹃（学名：Rhododendron yungningense），为杜鹃花科杜鹃花属下的一个植物种。